# Røa Fotball Elite
Røa Fotball Elite – kobieca sekcja piłki nożnej norweskiego klubu sportowego Røa IL, mający siedzibę w stolicy kraju, mieście Oslo, występujący od sezonu 2001 z wyjątkiem 2021 w rozgrywkach Toppserien. 

## Historia
Chronologia nazw:
- 1984: Røa Idrettslag
- 2004: Røa Dynamite Girls
- 2011: Røa Fotball Elite

Kobieca drużyna piłkarska Røa IL została założona w Oslo w 1984 roku jako sekcja klubu sportowego Røa IL. Inicjatorem powstania drużyny był Ole-Bjørn Edner i jego córka Kristina. W tym samym czasie Henning Aamodt utworzył także zespół, który ostatecznie połączył oba zespoły. Klub przystąpił do mistrzostw Norwegii w 1993 roku i został zakwalifikowany do 5. divisjon (D5), ale po złożeniu wniosku pozwolono na start w 4. divisjon po wycofaniu się drużyny z tej ligi. Drużyna zakończyła sezon w grupie 1 na drugiej pozycji z 57 punktami, tyle co i zwycięzca Asker II. Potem jednak przegrała baraże w dwumeczu 0:2 po 0:2 u siebie i 0:0 na wyjeździe przeciwko Nordsinni. W następnym sezonie 1994 zespół zwyciężył w grupie 1 i awansował do 3. divisjon. Po zajęciu drugiego miejsca w grupie 1, znów grał w barażach, ale po pokonaniu Kurland 2:1 również przegrał mecz o awans z Jerv. W 1996 roku najwyższa liga zmieniła nazwę na Eliteserien, a trzecia dywizja przyjęła nazwę 2. divisjon. W 1996 roku zespół zajął trzecie miejsce w grupie 3. W następnym sezonie 1997 drużyna wygrała swoją grupę i awansowała do 1. divisjon. W 2000 roku zespół zwyciężył w grupie 2 i zdobył historyczny awans do Toppserien. Na najwyższym poziomie drużyna najpierw zajęła 7.miejsce, a w kolejnych dwóch sezonach zatrzymywała się tuż za podium na czwartej pozycji. Dopiero w 2004 Røa Dynamite Girls zdobyli dublet, wygrywając mistrzostwo i puchar swego kraju. Dzięki mistrzostwu drużyna wzięła udział w Pucharze UEFA Kobiet sezonu 2005/06. W 2007, 2008 i 2009 klub trzykrotnie z rzędu wygrywał mistrzostwo Norwegii. W 2011 po raz piąty zdobył tytuł mistrza kraju. Od 2011 roku Dynamite Girls są całym składnikiem nowo utworzonej Røa Fotball Elite, nie jest to używana nazwa zespołu. Przed sezonem 2020 z klubu odeszło kilku kluczowych zawodników, co spowodowało, że drużyna spadła do 1. divisjon. Przez cały sezon 2021 drużyna nie przegrała ani jednego meczu ligowego i wyraźnie wygrała dywizję różnicą bramek wynoszącą aż 48 bramek, przy imponującym zaledwie 6 bramkach straconych, wracając do Toppserien.

## Barwy klubowe, strój, herb, hymn
|  |

Klub ma barwy czerwone. Piłkarki domowe spotkania zazwyczaj grają w czerwonych koszulkach, czerwonych spodenkach oraz czerwonych getrach.

## Sukcesy

### Trofea międzynarodowe
| \| \| Zdobyte trofea w rozgrywkach międzynarodowych (stan na: 31-05-2023) \| |                                                                     |      |          |
| Rozgrywki                                                                    | Osiągnięcie                                                         | Razy | Sezon(y) |
| Liga Mistrzyń UEFA                                                           | zdobywca                                                            | 0    |          |
| Liga Mistrzyń UEFA                                                           | finalista                                                           | 0    |          |
| Liga Mistrzyń UEFA                                                           | ćwierćfinalista                                                     | 1    | 2009/10  |
| FIFA                                                                         | Zdobyte trofea w rozgrywkach międzynarodowych (stan na: 31-05-2023) |      |          |

### Trofea krajowe
| \| \| Zdobyte trofea w rozgrywkach Norwegii (stan na: 31-12-2023) \| |                                                             |      |                              |
| Rozgrywki                                                            | Osiągnięcie                                                 | Razy | Sezon(y)                     |
| Mistrzostwo                                                          | I miejsce                                                   | 5    | 2004, 2007, 2008, 2009, 2011 |
| Mistrzostwo                                                          | II miejsce                                                  | 1    | 2010                         |
| Mistrzostwo                                                          | III miejsce                                                 | 1    | 2015                         |
| Puchar                                                               | zdobywca                                                    | 5    | 2004, 2006, 2008, 2009, 2010 |
| Puchar                                                               | finalista                                                   | 3    | 2011, 2012, 2016             |
| II liga                                                              | I miejsce                                                   | 2    | 2000 (gr.2), 2021            |
| II liga                                                              | II miejsce                                                  | 1    | 1999 (gr.1)                  |
| II liga                                                              | III miejsce                                                 | 1    | 1998 (gr.1)                  |
| Norwegia                                                             | Zdobyte trofea w rozgrywkach Norwegii (stan na: 31-12-2023) |      |                              |

- 2. divisjon (III poziom):
  - mistrz (1): 1997 (gr.1)
  - wicemistrz (1): 1995 (gr.1)
  - 3.miejsce (1): 1996 (gr.3)

## Poszczególne sezony

### Rozgrywki międzynarodowe

#### Europejskie puchary
Klub 5 razy uczestniczył w rozgrywkach europejskich.

### Rozgrywki krajowe
| \| Norwegia \| Bilans występów klubu w rozgrywkach piłkarskich Norwegii (Stan na 31 grudnia 2023 r.) \| \| |                                                                                       |        |       |   |   |   |    |    |     |                    |        |        |      |
| Poziom | Rozgrywki                                                                             | Sezony | Mecze | Z | R | P | B+ | B– | Pkt | Lata               | Awanse | Spadki | Naj. |
| I | 1. divisjon / Eliteserien / Toppserien                                                | 22     |       |   |   |   |    |    |     | 2001–2020, od 2022 | 0      | 1      | 1    |
| II | 2. divisjon / 1. divisjon                                                             | 4      |       |   |   |   |    |    |     | 1998–2000, 2021    | 2      | 0      | 1    |
| III | 3. divisjon / 2. divisjon                                                             | 3      |       |   |   |   |    |    |     | 1995–1997          | 1      | 0      | 1    |
| | Puchar Norwegii                                                                       | 26     |       |   |   |   |    |    |     | od 1998            | 0      | 0      | 1    |
| Norwegia                                                                                                   | Bilans występów klubu w rozgrywkach piłkarskich Norwegii (Stan na 31 grudnia 2023 r.) |        |       |   |   |   |    |    |     |                    |        |        |      |

## Piłkarki, trenerzy, prezydenci i właściciele klubu

### Piłkarki

#### Aktualny skład zespołu
Stan na 24.04.2024:
| Nr | Poz. | Piłkarz                   |
| -- | ---- | ------------------------- |
| 1  | BR   | Louise Högrell            |
| 2  | OB   | Hanna Rake Ellingsen      |
| 3  | OB   | Sarah Suphellen (kapitan) |
| 4  | OB   | Synne Masdal              |
| 5  | OB   | Jenny Storaker Skogmo     |
| 7  | PO   | Oline Brekke Fuglem       |
| 8  | OB   | Martine Midtbø            |
| 9  | NA   | Julie Hoff Klæboe         |
| 11 | NA   | Rakel Renolen             |
| 13 | PO   | Milla Baumeler Isaksen    |
| 14 | PO   | Ragne Hagen Svastuen      |

| Nr | Poz. | Piłkarz                         |
| -- | ---- | ------------------------------- |
| 15 | OB   | Mia Hambro Svendsen             |
| 16 | PO   | Cassandra Bogere                |
| 18 | OB   | Solveig Engås                   |
| 19 | NA   | Kaja Brendengen Rosenlund       |
| 20 | NA   | Malene Wik Alfredsen            |
| 21 | PO   | Siw Døvle                       |
| 22 | NA   | Mina Bell Folland               |
| 23 | NA   | Mari Nyhagen (wyp. z Vålerenga) |
| 25 | BR   | Hildegunn Sævik                 |
| 30 | PO   | Anya de Courcy                  |
| 33 | NA   | Irene Castillo Didriksen        |

### Trenerzy
...
- 1993–1995:  Ole-Bjørn Edner
- 1996:  Narve Holen
- 1997–2004:  Ole-Bjørn Edner
- od 2005:  Geir Nordby

## Struktura klubu

### Stadion
Drużyna rozgrywa swoje mecze domowe w Oslo na stadionie Røabanen, który może pomieścić 500 widzów.

## Kibice i rywalizacja z innymi klubami

### Derby
- LSK Kvinner
- Kolbotn
- Stabæk
- Koll